# Stingray
Stingray é uma série televisiva infanto-juvenil do Reino Unido do gênero Ficção Científica exibida originariamente entre 1964 e 1965 com 40 episódios de 25 minutos. Seus personagens eram marionetes. 
O programa foi criado por Gerry e Sylvia Anderson e produzido pelas AP Films da ATV e ITC Entertainment. Além de Gerry e Sylvia Anderson, os roteiros foram escritos por Alan Fennell e Dennis Spooner. Barry Gray foi o compositor da trilha sonora (autor da canção Aqua Marina, cantada por Gary Miller) e Derek Meddings foi o diretor de efeitos especiais.
Stingray foi o primeiro programa de marionetes (chamada pelos criadores de "supermarionetes") totalmente colorido e o primeiro em que os movimentos de cabeça acompanhavam as expressões faciais. Na Inglaterra, esse foi o primeiro programa transmitido totalmente a cores (o anterior, The Adventures of Sir Lancelot, só era parte colorido). Apesar das emissoras independentes do país estarem preparadas na época, a programação não seria totalmente colorida até novembro de 1969.
Os programas com as supermarionetes anteriores apresentavam veículos futuristas tais como Supercar, que apresentava um capaz de viajar tanto na superfície, como no ar e debaixo d'água; e Fireball XL5, sobre uma nave espacial. Ficou óbvio que a próxima série fosse sobre um submarino, o que representou novos desafios técnicos para a equipe de produção.
As cenas com personagens e veículos submersos na verdade eram feitas em cenários secos, com a câmara sendo postada atrás de um grande tanque de água com bolhas de ar e peixes de vários tamanhos (para simularem perspectiva), o que resultava na tela em uma convincente ilusão de que a ação se passava de fato debaixo d'água. 
As cenas à tona usavam um tanque de água com um corante azul. Para prevenir as ocorrências de transbordamentos, os contornos dos tanques eram ocultados. As técnicas criadas foram muito bem aceitas e continuaram a ser usadas nas produções posteriores dos Anderson: Thunderbirds e Captain Scarlet and the Mysterons.

## Dubladores originais
- Don Mason .... Capitão Troy Tempest (falando) / Vários
- Robert Easton .... Tenente George Lee 'Phones' Sheridan / Espião Agent X-2-Zero / Vários
- Ray Barrett .... Comandante Sam Shore / Subtenente John Horatio Fisher / Rei Titã de Titânica / Vários
- Lois Maxwell .... Tenente Atlanta Shore / Vários
- David Graham .... Oink / Varios
- Gary Miller .... Troy Tempest (voz cantando)

## Enredo
A abertura trazia a fala "Preparem-se para a ação! Vai ser lançado o Stingray! Qualquer coisa pode acontecer na próxima meia-hora!" 
Stingray era um sofisticado submarino atômico de combate construído para ser rápido e ágil, a serviço da "Patrulha Aquática Para a Segurança Mundial" (WASP), uma organização de segurança do século XXI, sediada em Marineville (alguma parte da Califórnia) no ano de 2065. O submarino pode navegar em qualquer oceano, de qualquer parte do mundo. 
A base quando sob ataque pode descer por meio de mecanismos hidráulicos e funcionar como uma casamata subterrânea. O Stingray é lançado por um tubo ejetor que o leva ao Oceano Pacífico. O comandante do submarino é o capitão Troy Tempest (com traços do ator James Garner). Seu navegador é o tenente George Lee "Phones" Sheridan ("Phones", chamado assim devido a ser o operador do hidrofone. O nome real aparece no material de divulgação mas nunca é mencionado no programa). A dupla se senta lado-a-lado na cabine de comando do submarino. Há lugar atrás deles para um terceiro tripulante ou passageiro, em geral a sereia Marina. Eles recebem ordens do Comandante Sam Shore, cuja filha, a tenente Atlanta, é também uma operativa da WASP e é apaixonada por Troy. Outro personagem que aparece é o subtenente John Fisher, que fica no controle de Marineville. O comandante fica numa cadeira flutuante (similar a uma cadeira de rodas) devido a um ataque ocorrido cinco anos antes, mostrado no episódio The Ghost of the Sea. 
Durante as aventuras, Stingray descobre vários povos submarinos, todos hostis e inteligentes. Os Aquanfibianos, guerreiros submarinos, aparecem frequentemente. Seu rei é Titã (com traços de Laurence Olivier) e sua cidade é chamada de Titânica.
No episódio-piloto, Stingray é atacado pelas forças de Titã e Troy e Phones são feitos prisioneiros. São resgatados pela escrava de Titã Marina (com traços de Brigitte Bardot), uma bela moça muda que pode respirar debaixo d'água. Troy imediatamente é atraído por Marina e desperta ciumes em Atlanta. Titã persegue Marina pela sua traição. A moça então se torna uma tripulante regular de Stingray e adota uma mascote-foca chamada Oink.
Nos vários episódios que Titã ataca Marineville, os fracassos devem-se muitas vezes a dois espiões submarinos incompetentes, os agentes de superfície X-2-0 (com traços de Claude Rains e com vozes originais imitando a do ator Peter Lorre).
Quase todos os personagens possuem nomes associados a algo marítimo: o capitão Tempest (de tempestade), comandante Shore (de litoral), Tenente Fisher (de pescador), Atlanta (de Atlântico), Marina (de marítima) e os hostis Aquanfibianos. O mesmo acontece com os lugares, Marineville e Aquatraz; os veículos Stingray (nome de um animal submarino) e os submergíveis "Peixes do Terror" de Titã.
No episódio "Marina Speaks" é revelado que a moça não é muda de verdade. Ela e seu povo foram enfeitiçados por Titã e ninguém pode falar senão morrerão. Eles não sabem se isso é verdadeiro, mas ninguém quis tirar a prova. Mas isso tornou-se contraditório em relação a outras histórias da série.  
O triângulo amoroso entre Atlanta, Troy e Marina é maduro e foge um pouco da temática de programa infantil.

## Outros submarinos
- De acordo com a tira em quadrinhos semanal Stingray da Countdown existem outros tipos de submarino baseados em Marineville. Receberam nomes diferenciados: Spearfish, Barracuda, Moray e Thornback; e são identificados por diferentes números que sugerem ser '3' o de Stingray.

- Uma ideia parecida foi usada pelo escritor John Theydon em sua segunda novela de Stingray, Stingray and the Monster, alguns anos antes. Na novela, outro submarino WASP (sem nome e chamado de Número Treze) e tripulado por um velho inimigo do comandante Shore. A descrição de Theydon, leva a crer que o Stingray é uma versão melhorada do Número Treze.